# Mingong

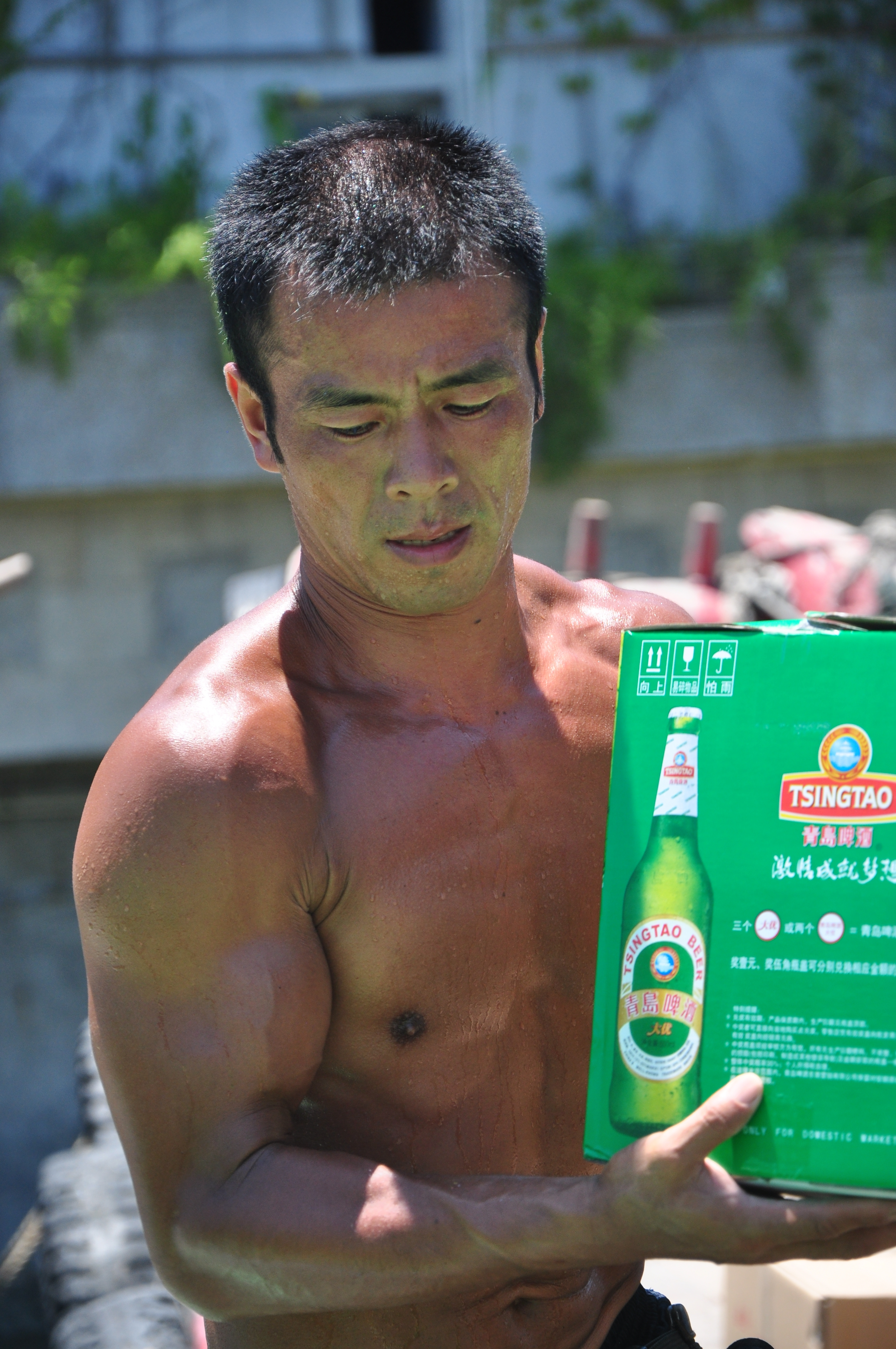
Un mingong al lavoro in Cina.

I mingong (in cinese: 民工) sono lavoratori migranti nella Repubblica popolare cinese, che, a partire dagli ultimi decenni del XX secolo, hanno iniziato a viaggiare dalle campagne alle città per lavoro.

## Storia
La presenza di questi migranti lavoratori è legata al sistema Hukou della Cina, con il quale il governo aveva visto un modo per limitare il tasso di urbanizzazione della popolazione. L'Hukou consiste infatti in un sistema di registro delle residenze e delle case che offre ai cittadini i permessi per la residenza richiesti per frequentare le scuole, gli ospedali e altre strutture pubbliche. Questo sistema proibisce in maniera permanente alle persone senza permesso di risiedere in una municipalità e di utilizzare alcun servizio pubblico.
Con l'apertura politica ed economica della Cina avvenuta durante gli anni settanta, crebbe il bisogno di manodopera nelle aree urbane. Gli operai analfabeti furono messi a lavorare nelle fabbriche, nell'industria edile e nei gradi progetti infrastrutturali, come ferrovie, autostrade e dighe per la produzione di energia idroelettrica. Ciò ha portato ad un flusso massiccio di lavoratori proveniente dalle campagne. Tuttavia, gli operai non potevano ufficialmente abitare vicino ai loro luoghi di lavoro per via del sistema Hukou, e furono costretti a lasciare le famiglie in campagna mentre loro sarebbero partiti da casa per andare al lavoro, permettendogli però di ritornarvi una volta finito il turno.

## Numeri e condizioni
Il termine mingong è formata dall'unione delle parole cinesi "min" (persone o masse) e "gong" (operaio, lavoratore). Dato che queste "masse di lavoratori" non sono registrate, il loro numero non è conosciuto con esattezza: secondo i dati forniti dall'Istituto nazionale di statistica della Cina, il numero dei mingong alla fine del 2013 era di circa 269 milioni.
Le speranze dei lavoratori migranti sono quelle di poter vivere in case moderne e di lavorare e vivere in condizioni semplici ma più salutari rispetto a quelle in campagna. In realtà, la maggior parte dei mingong vive nelle baraccopoli e non ha contratti a lungo termine. Il crescente numero di lavoratori è costretto ad accontentarsi di salari ridotti al minimo, un lavoro senza contratto e condizioni incerte. Se diventano disoccupati, hanno la possibilità di scegliere tra il ritornare nelle campagne o il cercare un nuovo lavoro in un'altra area urbana. I mingong difficilmente hanno la possibilità di qualificarsi o di costruirsi una nuova vita.

## Futuro del sistema
Una riforma del sistema Hukou è stata pianificata dal governo ma la sua attuazione non è ancora iniziata. Intanto, le aziende ottengono altri proffiti portati da questi sviluppi, che consente loro di avere ancora una forza lavoro mobile e flessibile con salari ridotti. Questa situazione, assieme alla svalutazione dello Yuan, è al centro dello sviluppo rapido e dell'intensa crescita dell'economia cinese.